# Universität für Bodenkultur
A Universität für Bodenkultur Wien ( [ˌunivɛʁziˈtɛːt fyːɐ̯ ˈboːdn̩kʊlˌtuːɐ̯ viːn] (ajuda·info); BOKU) é uma universidade austríaca com sede na capital Viena. Em português é, por vezes, chamada de Universidade Rural de Viena.
Foi fundada no ano de 1872. Os seus cursos a nível de graduação, mestrado e doutorado são sobretudo nas áreas das ciências naturais, engenharias e economia. 